# Shima Sakon
Shima Kiyooki (島 清興, 9 juin 1540-21 octobre 1600), également appelé Shima Sakon (島 左近), Shima Tomoyuki et Shima Katsutake, est un samouraï de l'époque Azuchi Momoyama. Shima quitte finalement le service des Tsutsui pour rejoindre Ishida Mitsunari sous la bannière du clan Uesugi.
À la bataille de Sekigahara, Shima est l'un des officiers de rang supérieur d'Ishida, commandant une unité forte de 1 000 hommes. Certaines sources suggèrent que Shima est à la tête d'arquebusiers et que son poste dispose de canons. Il est atteint par des arquebusiers emmenés par Kuroda Nagamasa, le fils de Kuroda Kanbei, qui le contraignent à la retraite. Les versions les plus épiques de son trépas indiquent que Shima Sakon était un guerrier né. À Sekigahara, il continua de combattre, alors qu'il avait été atteint au moins trois fois par des balles d'arquebuse, transpercé en plusieurs endroits par des lances, et que de nombreuses flèches étaient fichées dans son armure.
Il disparaît après la bataille, et si certaines sources disent qu'il meurt de ses blessures environ un mois après, d'autres affirment qu'il aurait été vu dans les alentours de Kyoto, et survécu jusqu'en 1632, après quoi ses descendants érigèrent une tombe qui existe toujours.

## Source de la traduction
- (en) Cet article est partiellement ou en totalité issu de l’article de Wikipédia en anglais intitulé « Shima Sakon » (voir la liste des auteurs).